# Sangre y arena
Sangre y arena (Brasil: Sangue e Areia / Portugal: Sangue e Arena) é um filme hispano-estadunidense de 1989 dirigido por Javier Elorrieta.
Trata-se de mais uma adaptação do livro Sangre y arena, de Vicente Blasco Ibáñez, desta vez com Sharon Stone como Doña Sol e Christopher Rydell como Juan Gallardo.